# Fuerzas Armadas de Liberación
Las Fuerzas Armadas de Liberación (FAL) fueron una de las cinco organizaciones guerrilleras de El Salvador que fundarían el Frente Farabundo Martí para la Liberación Nacional (FMLN) en 1980, dentro de la crisis política que daría paso a una guerra civil en ese país que concluiría en 1992 con la firma de los Acuerdos de Paz con el gobierno salvadoreño.

## Historia
Las FAL fueron el brazo armado del Partido Comunista Salvadoreño (PCS) durante la guerra civil salvadoreña. En 1970 se desarrollaron dentro del PCS dos corrientes internas: la primera que apoyaba la lucha armada contra el régimen militar, y otra, que defendía la lucha política y electoral.
En su congreso de 1977, el PCS declaró la lucha armada como una forma de lucha válida para la toma del poder; pero tardaría más de dos años de ponerla en práctica. No fue hasta el 24 de marzo de 1980, la cual buscaba hacer frente al aparato represivo del estado salvadoreño, lo cual puso en la mira de los cuerpos de seguridad estatales a sus dirigentes y militantes. Más adelante, las autoridades y oligarcas crearon sus propias organizaciones como escuadrones de la muerte para llevar adelante su particular lucha anticomunista, la cual, pese a su completa ilegalidad, no excluía la colaboración sistemática con los cuerpos de seguridad estatales.

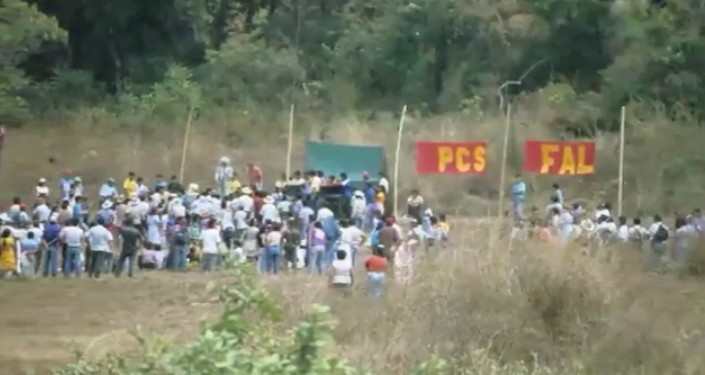
El PCS actuaba militarmente a través de las Fuerzas Armadas de Liberación (FAL).

Las FAL constituían uno de los grupos más pequeños del FMLN durante la etapa de la guerra civil, que concentró sus fuerzas en el Cerro de Guazapa, controlado por la Resistencia Nacional (RN), y en el área metropolitana de San Salvador, con los comandos urbanos, desde 1981 hasta el final de la guerra civil. Las FAL contaban también con campamentos en las zonas de control de las organizaciones guerrilleras mayores, como las Fuerzas Populares de Liberación Farabundo Martí (FPL) y el Ejército Revolucionario del Pueblo (ERP). Los principales dirigentes de las FAL eran  José Luis Merino, Roberto Lorenzana, Sigfrido Reyes, Dagoberto Gutiérrez, Américo Araujo y Dagoberto Sosa.